# Au Bonheur des Dames (pinasse)
Pour les articles homonymes, voir Au Bonheur des Dames (homonymie).
Au Bonheur des Dames est le nom d'une ancienne pinasse à moteur de pêche de 1955. Après une restauration à l'identique elle est gérée par l'association Au Bonheur des Dames.

Elle est labellisée Bateau d'Intérêt Patrimonial depuis 2011 par la Fondation du patrimoine maritime et fluvial.

Son immatriculation est : « LS 193379 », (quartier maritime Les Sables d'Olonne).

## Histoire
Selon l'association gestionnaire , cette pinasse a été construite en 1955 dans les Chantiers de l'Union Sablaise de La Rochelle par les deux charpentiers Camille Teillet et André Gautier, frère du premier propriétaire. C'est un bateau de pêche en bois à moteur et avec un gréement classique de voile aurique à corne. Il était initialement doté d'un moteur essence Couach de 14 cv.
Son premier propriétaire, Charles Gautier, le baptisa Charlot Annie. Il servit pour la pêche côtière à la journée de 1955 à 1974 (pêche à la palangre de bars, lieux, congres, dorades, sardines ainsi qu'aux casiers pour les homards, les crabes, les crevettes)
En 1974, le bateau est racheté par l'Amicale des sapeurs pompiers des Sables d'Olonne et est rebaptisé « Sapeur ». Il a servi, pendant plus de 10 ans, pour des exercices de plongée et des sorties d'agrément. 
En 1986, devenu vieux, il est racheté par deux amis Philippe Serayet et Patrice Bouron. En 1991, Stephan Vogliolo prend le relais de Philippe Serayet comme copropriétaire du bateau. Durant 12 ans, sous le nouveau nom de « Au Bonheur des Dames », il navigue sur la côte vendéenne.
En 1998, le bateau trop usagé est promis d'être mis à la casse. La découverte d'une peinture de 1955 réalisée par un peintre de marine donne l'idée à quelques amis d'entreprendre sa restauration à l'identique, comme à la sortie de la pinasse des chantiers de l'Union Sablaise, en 1955 ; c'est-à-dire en lui ôtant la cabine et en la redotant du gréement d'origine. L'Association "Au Bonheur des Dames", créée pour cette occasion, opère cette action de sauvegarde et de restauration de la dernière pinasse sablaise des Sables d'Olonne.
Au terme de sa restauration, la pinasse est remise à l'eau en 2005 et est maintenant gérée par l'association à la mise en valeur du patrimoine historique et culturel du milieu maritime du Pays des Olonnes. Elle participe à diverses manifestations (Vendée Globe, Fête et rassemblements maritimes, etc.) et propose des sorties en mer.
En 2024, la pinasse "Au Bonheur des Dames" a connu une nouvelle cure de jouvence. La voilà prête pour aborder sa 75e année dans les parages des Sables d'Olonne. Son objectif est de participer à l'ensemble des fêtes nautiques et de faire connaître la pêche côtière ainsi que l'évolution de celle-ci et des infrastructures des installations portuaires. 